# 斯塔克 (伊利諾伊州)
斯塔克（英語：Stark）是位於美國伊利諾伊州斯塔克縣的一個非建制地區。該地的面積和人口皆未知。

## 地理
斯塔克的座標為40°59′44″N 89°44′38″W / 40.99556°N 89.74389°W，而該地的平均海拔高度為201米（即659英尺）。